# 461 Saskia
461 Saskia је астероид главног астероидног појаса чија средња удаљеност од Сунца износи 3,128 астрономских јединица (АЈ).
Апсолутна магнитуда астероида је 10,48 а геометријски албедо 0,214.